# Savoia-Marchetti SM.81
Savoia-Marchetti SM.81 Pipistrello (wł. nietoperz) – włoski samolot bombowy i transportowy z okresu II wojny światowej.

## Historia
Samolot został zaprojektowany przez głównego konstruktora wytwórni Savoia-Marchetti, inżyniera Alessandro Marchetti w 1934 roku, jako militarne rozwinięcie wcześniejszej wersji Savoia-Marchetti SM.73. Był typowym przedstawicielem modnej wówczas we Włoszech konfiguracji trójsilnikowego dolnopłata o stałym podwoziu. SM.81 powstał w odpowiedzi na zapotrzebowanie Regia Aeronautica na nowoczesny samolot bojowy zdolny do służby we włoskich koloniach w Afryce.

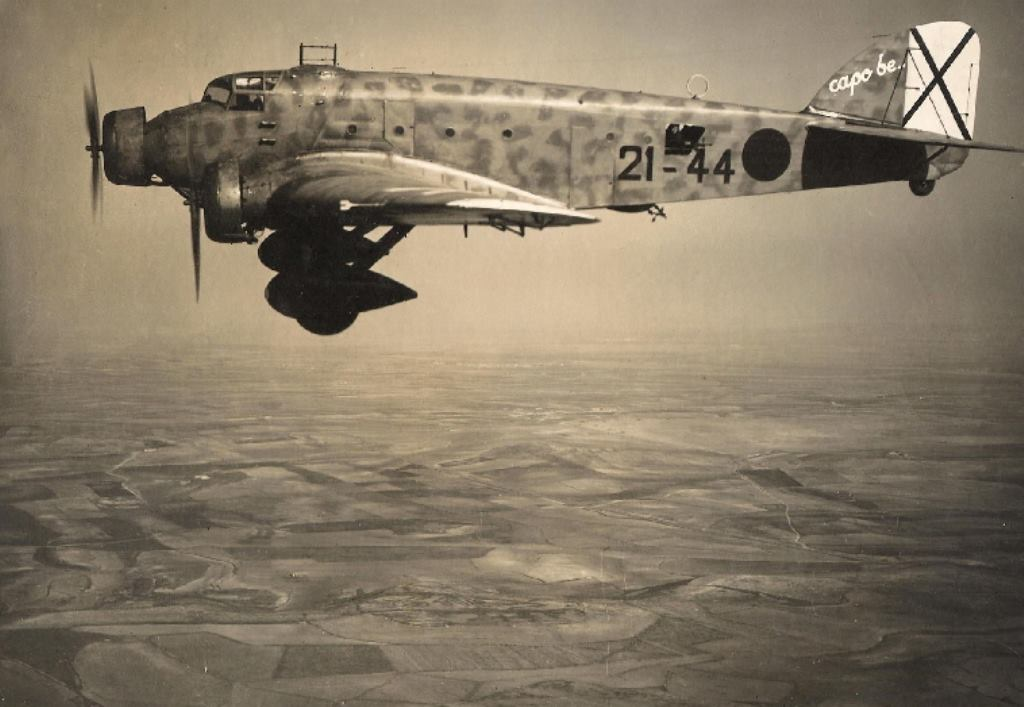
SM.81 w barwach lotnictwa frankistowskiej Hiszpanii

Pierwszy lot prototypu miał miejsce 8 lutego 1935 roku. Już w tym samym roku seryjne egzemplarze zostały użyte w wojnie z Abisynią. Kolejnym konfliktem, w którym wzięły udział bombowce SM.81, była hiszpańska wojna domowa. Jednak tam ujawniła się poważna wada konstrukcyjna samolotu: bomby w komorze bombowej ułożone były w pozycji pionowej i spadając rozsypywały się na wszystkie strony, nie dając odpowiedniego skupienia pokrycia celu. Dyskwalifikowało to samolot jako bombowiec. Wadę tę usunięto dopiero w roku 1938, gdy i tak główne zadania bombowe w Hiszpanii przejęło lotnictwo niemieckie, a do służby w Regia Aeronautica wchodziły nowoczesne bombowce Savoia-Marchetti SM.79. Egzemplarze używane przez Włochów w Hiszpanii zostały później przekazane lotnictwu hiszpańskiemu.
W 1937 roku opracowano dwusilnikową wersję samolotu z bogato oszklonym dziobem, oznaczoną SM.81 bis. Była ona przeznaczona na eksport i wyprodukowano tylko krótką serię. 
Produkcja wersji bombowej samolotu SM.81 została wstrzymana w marcu 1938 roku po dostarczeniu 534 egzemplarzy. Zastępowane w linii przez nowsze samoloty, były używane do celów transportowych, głównie we włoskich posiadłościach w Afryce. W chwili przystąpienia Włoch do II wojny światowej w 1940 roku Regia Aeronautica dysponowała wciąż 304 maszynami tego typu. W trakcie działań przeciwko Grecji i w Afryce Północnej część maszyn została użyta jako nocne bombowce. Wtedy też otrzymały nazwę Pipistrello.
Jako samoloty transportowe SM.81 służyły też w Corpo Aereo Spedizione in Russia i obsługiwały transport materiałów wojskowych dla Afrika Korps. Ich użyteczność w tej roli spowodowała wznowienie produkcji wersji transportowej (oznaczonej SM.81/T) w 1943 roku. Do zawieszenia broni 8 września 1943 roku wyprodukowano około 80 maszyn. Tylko cztery pozostały na zajętym przez aliantów południu Włoch, pozostałe działały w składzie lotnictwa Włoskiej Republiki Socjalnej. Jeden, noszący nieoficjalną nazwę Tartaruga (wł. żółw), służył jako osobisty samolot transportowy Benito Mussoliniego. W 1944 roku niewielką grupę maszyn przejęła Luftwaffe.
Kilka ocalałych egzemplarzy służyło po zakończeniu II wojny światowej w Aeronautica Militare Italiana.

## Opis konstrukcji

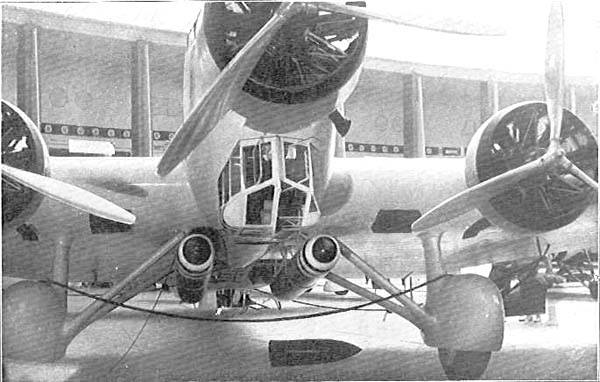
SM.81 - widok z przodu

Pięcio- lub sześciomiejscowy samolot bombowy i transportowy. Trójsilnikowy dolnopłat konstrukcji mieszanej o stałym podwoziu. Samoloty Pipistrello były, zależnie od wersji, wyposażane w różne typy silników: Alfa Romeo 125 i 126, Piaggio P.X oraz budowane we Włoszech na licencji francuskie Gnóme-Rhóne E.14. Wersja bombowa uzbrojona była w dwa zdwojone karabiny maszynowe kal. 7,7 mm w obrotowych wieżyczkach na grzbiecie i pod kadłubem oraz jeden dodatkowy karabin maszynowy strzelający przez boczne okno w tylnej części kadłuba, przenoszony w razie potrzeby z jednej na drugą stronę samolotu. Wersja SM.81/T posiadała tylko grzbietową wieżyczkę z jednym karabinem maszynowym kal. 12,7 mm. Normalny ładunek bomb wynosił 1 200 kg, maksymalny (przy znacznie zmniejszonym zasięgu) do 2 000 kg.